# زواج أمريكي (فلم)
زواج أمريكي (بالإنجليزية: American Wedding) والمعروف أيضاً بـ«أميريكان باي:الزواج» (بالإنجليزية: American Pie: The Weddng) هو فيلم أمريكي كوميدي أُنتج سنه 2003 وهو تكمله لفلم لـأميريكان باي (أوالفطيرة الأمريكية 2) كجزء من سلسلة أفلام الفطيرة الأمريكية. كتبه آدم هيرز وأخرجه جيسي ديلان. القصة تدور حول اجتماع الأصدقاء الذين تناولهم موضوع الجزئين السابقين مجدداً للاحتفال بزواج جيم (جيسن بيغز) وميشيل (أليسن هانيغان). أليسن هي الأنثى الوحيدة التي ظهرت في الجزئين السابقين.

## روابط خارجية
- مقالات تستعمل روابط فنية بلا صلة مع ويكي بيانات